# Eva Jung
Eva Jung (født 12. januar 1986) er en dansk journalist der har beskæftiget sig med undersøgende journalistik, herunder hvidvask-sagen i Danske Bank.
Jung var tilknyttet Berlingske gruppe for undersøgende journalistik mellem 2011 og 2017.
Siden september 2017 har hun været avisens korrespondent i Bruxelles, hvorfra hun dækker EU-stof.
Jung har vundet en længere række af priser.
Med Simon Bendtsen og Michael Lund vandt hun Cavling-prisen for 2018 med baggrund i afdækningen af hvidvask-sagen.
For samme historie var de tre i 2019 nomineret til European Press Prize i kategorien undersøgende journalistik.
I 2022 var hun med gravergrupper fra TV 2 og Berlingske blandt de nominerede til Den Danske Publicistklubs Dokumentarpris for at dække gældssagen i Danske Bank.